# Antiga Delegacia de Polícia de Santana de Parnaíba
O edifício da Antiga Delegacia de Polícia de Santana de Parnaíba é uma edificação em Santana de Parnaíba. Localizado Largo da Matriz, 77, no Centro Histórico, foi construído em estilo neoclássico em data desconhecida, entre 1880 e 1910. Passou por um processo de restauração nos anos 2000. O local tem um sino sobre a porta principal, cuja função era alertar a população.
É considerado um "imóvel de relevante importância para a composição e integração da paisagem local" e foi tombado pelo CONDEPHAAT, em 1982.
O imóvel já hospedou a Câmara Municipal de Santana de Parnaíba. Desde os anos 2000, o prédio é usado como um posto de atendimento da Guarda Municipal Comunitária.